# La Groutte

La Groutte este o comună în departamentul Cher, Franța. În 1 ianuarie 2022 avea o populație de 119 de locuitori.